# Monroe (Automarke)

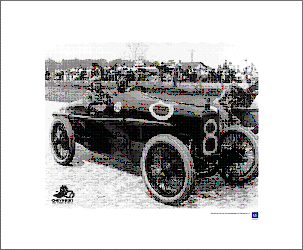
Rennwagen von Monroe

Monroe war eine US-amerikanische Automarke.

## Markengeschichte
R. F. Monroe war Leiter der Monroe Body Company in Pontiac. William C. Durant war die treibende Kraft bei Chevrolet in Flint. Gemeinsam gründeten sie im August 1914 die Monroe Motor Company in Flint in Michigan. Monroe wurde Präsident, Durant Vizepräsident. Im gleichen Jahr begann die Produktion von Automobilen. Der Markenname lautete Monroe. Es gab eine enge Zusammenarbeit mit Chevrolet. So wurde das ehemalige Chevrolet-Werk in Flint genutzt und die Fahrzeuge über die Chevrolet-Verkaufsorganisation abgesetzt. Im April 1916 zog sich Durant zurück. Monroe verlegte den Sitz nach Pontiac in Michigan. Nun wurde das ehemalige Werk der Welch Motor Car Company bezogen. Eine Quelle gibt als neue Firmierung Monroe Motor Car Company an. 1918 folgte der Bankrott.
Die William Small Company aus Indianapolis in Indiana, die vorher bereits Fahrzeuge von Monroe verkaufte, übernahm die Vermögensrechte. Das Werk in Pontiac wurde an General Motors abgetreten. Louis Chevrolet war als Ingenieur an der Entwicklung bzw. der Überarbeitung der Fahrzeuge beteiligt. Im August 1920 ging das Unternehmen in die Insolvenz. Die Produktion lief offensichtlich weiter. Im Januar 1922 erwarb die Fletcher American National Bank aus Indianapolis die Überreste.
Im März 1923 wurde die Strattan Motors Corporation neuer Eigentümer. Frank E. Strattan leitete das Unternehmen. Er setzte die Produktion fort und entwickelte außerdem ein billigeres Fahrzeug, das er später in seiner Strattan Motors Corporation herstellte. Im Juni 1923 erwarb Frederick Barrows von Premier Motors alles und gründete die Monroe Motors Inc. Noch im gleichen Jahr endete die Produktion. Insgesamt entstanden über 14.000 Fahrzeuge.

## Fahrzeuge
Alle Fahrzeuge hatten einen Vierzylindermotor. Zunächst kamen sie von der Mason-Neilan Regulator Company und Sterling. Ab 1918 wurden die Motoren selber hergestellt.
1915 erschien das Model M-2. Der Motor leistete 14 PS. Das Fahrgestell hatte 244 cm Radstand. Einziger Aufbau war ein Roadster mit zwei Sitzen.
1916 wurde die Motorleistung auf 15 PS erhöht. Ein Runabout mit zwei Sitzen kam dazu.
1917 wurde dieses Modell zum Model M-3. Neben dem zweisitzigen Roadster und einem Cloverleaf Roadster gab es eine fünfsitzige Limousine. Das Model M-4 hatte einen 35-PS-Motor. Der Radstand betrug 292 cm. Aufbauten waren ein fünfsitziger Tourenwagen und ein Cloverleaf Roadster.
Von 1918 bis 1919 gab es das Model M-6. Es entsprach dem größeren der beiden Vorjahresmodelle. Zur Wahl standen ein Tourenwagen mit fünf Sitzen, ein Roadster mit zwei Sitzen und eine Limousine mit fünf Sitzen.
1920 wurde daraus das Model S. Die Daten änderten sich nicht. Die Limousine entfiel.
1921 gab es keine Änderungen.
1922 stand die fünfsitzige Limousine wieder im Angebot. Dazu kam ein dreisitziges Coupé.
1923 entfiel das Coupé.

## Autorennen
Louis Chevrolet und Cornelius Van Ranst stellten sieben Rennwagen her. Vier wurden Monroe genannt und drei Frontenac. Die Verbindung zur Frontenac Motor Corporation ist unklar. Gaston Chevrolet siegte 1920 beim Indianapolis 500. Zwei Quellen meinen, es sei ein Monroe gewesen.

## Modellübersicht
| Jahr      | Modell    | Zylinder | Leistung (PS) | Radstand (cm) | Aufbau                                                                      |
| --------- | --------- | -------- | ------------- | ------------- | --------------------------------------------------------------------------- |
| 1915      | Model M-2 | 4        | 14            | 244           | Roadster 2-sitzig                                                           |
| 1916      | Model M-2 | 4        | 15            | 244           | Roadster 2-sitzig, Runabout 2-sitzig                                        |
| 1917      | Model M-3 | 4        | 15            | 244           | Roadster 2-sitzig, Cloverleaf Roadster, Limousine 5-sitzig                  |
| 1917      | Model M-4 | 4        | 35            | 292           | Tourenwagen 5-sitzig, Cloverleaf Roadster                                   |
| 1918–1919 | Model M-6 | 4        | 35            | 292           | Tourenwagen 5-sitzig, Roadster 2-sitzig, Limousine 5-sitzig                 |
| 1920      | Model S   | 4        | 35            | 292           | Tourenwagen 5-sitzig, Roadster 2-sitzig                                     |
| 1921      | Model S   | 4        | 35            | 292           | Tourenwagen 5-sitzig, Roadster 2-sitzig                                     |
| 1922      | Model S   | 4        | 35            | 292           | Tourenwagen 5-sitzig, Roadster 2-sitzig, Coupé 3-sitzig, Limousine 5-sitzig |
| 1923      | Model S   | 4        | 35            | 292           | Tourenwagen 5-sitzig, Roadster 2-sitzig, Limousine 5-sitzig                 |

## Produktionszahlen
| Jahr  | Produktionszahl |
| ----- | --------------- |
| 1915  | 1.123           |
| 1916  | 2.238           |
| 1917  | 3.644           |
| 1918  | 1.318           |
| 1919  | 1.636           |
| 1920  | 2.653           |
| 1921  | 1.215           |
| 1922  | 289             |
| 1923  | 228             |
| Summe | 14.344          |